# Джон Талбот, 1-й граф Шрусбері
Джон Толбот (*John Talbot, 1384 або 1387 —17 липня 1453) — англійський феодал, військовик часів Сторічної війни, 1-й граф Шрусбері, лорд-стюарт Ірландії, конетабль Франції. Мав прізвисько «англійський Ахілл».

## Життєпис
Походив з відомого англійського роду Толботів. Син Ричарда Толбота, 4-го барона Толбота, та Анкаре Ле Стрейндж (з Блекмера). У 1396 році втратив батька. Виховувався вітчимом Томасом Невіллом. З 1404 до 1413 року разом із старшим братом Гілбертом брав участь в придушенні повстання Оуена Гліндаура у Вельсі. У 1407 році одружився з дочкою вітчима. У 1414 році призначається королем Генріхом IV Ланкастером намісником (лорд-лейтенантом) Ірландії, де розширив зону англійського впливу. В цей час втрутився у тривалий конфлікт з Джеймсом Батлером, графом Ормондом.
У 1420 році відправився до Франції, де брав участь в походах короля Генріха V. Талбот відзначився при облозі м. Кан, потім при захоплені Руана. Був присутній в Лондоні під час вінчання короля з Катериною Валуа. У 1421 році повертається до Франції. Цього ж року успадкував маєтки та титули барона Талбота, барона Стрейнджа та барона Фенівалла. У 1424 році звитяжив у битві при Вернеї, за що став кавалером Ордену Підв'язки.
У 1425 році знову призначається лорд-лейтенантом Ірландії. Того ж року вдруге одружився (перша дружина померла у 1422 році). У 1426 році ще раз повертається до Франції. У 1427 році хоробро бився при Монтаржи, але англійці зазнали поразки. Захопив у 1428 році Лаваль, а потім Манс. У 1428–1429 роках брав участь в облозі Орлеана.
1429 року зазнав поразки в битві під Пате, у результаті потрапив до французького полону. Звільнився з полону у 1433 році. Після цього призначається королівським намісником провінції Іль-де-Франс. Потім обіймав посади капітана замків Сен-Жермен-ан-Ле та Пуассі. Отримав пожиттєву ренту в 300 салю золотом. У 1434 році від Джона, герцога Бедфорда, графство Клермон-ан-Бовезі. У 1435 році очолив англійські війська на півночі Франції. У 1437 році завдав поразки бургундцям біля Кротуа. У 1439 році переміг Артура III, герцога Бретані. У 1440 році відвоював місто Арфлер. Того ж року зрештою владнав тривалий конфлікт з родом Батлерів завдяки укладанню шлюбу між родинами Талбот та Батлер.
У 1441 році намагався нав'язати бій французам у міжріччі Сени та Уази, проте марно. У 1442 році повертається до Англії, де формує додаткові війська. Тоді ж отримав титул графа Шрусбері від короля Генріха VI. 25 травня перебирається до Франції, де стає губернатором Нормандії. Втім не зумів потужно протидіяти французам. У 1443 році ще раз їздив до Англії, де прохав стосовно підкріплення. Але отримав відмову, тому за власний кошт та гроші родичів зібрав загін, з яким рушив до Франції. У 1445 році призначається на посаду конетабля Франції.
У 1445–1446 роках втратив міста Арфлер, Понтуаз, Дьєпп. У 1446–1447 роках обіймав посаду лорд-лейтенанта Ірландії. Тут у 1446 році отримав титул графа Вотерфорда. У 1449 році захищав Руан, але після тривалої облоги вимушений був здатися. Звільнився з полону в 1450 році. Того ж року допоміг королю придушити повстання Джека Кеда. У 1452 році призначається намісником Гієнні. Він відновив тут низку англійських замків. У 1453 році англійське підкріплення висадилося на півдні Франції, з яким Талбот незабаром зайняв м. Бордо. Зумів розширити контроль англійської корони на півдні Франції. 17 липня зустрівся у вирішальній битві при Кастільйоні, де зазнав поразки, був поранений, а потім вбитий на полю бою разом із своїм сином Джоном, віконтом Лісл.

## Родина
1. Дружина — Мод, донька Томаса Невілла, 5-го барона Фенівалл
Діти:
- Томас (1416)
- Джон (1417–1460), 2-й граф Шрусбері
- Крістофер (1419–1443)
- Джоан (1422-д/н), дружина барона Джеймса Берклі

2. Дружина — Маргарет (1404–1468), донька Річарда Бошам, 13-го графа Ворвіка
Діти:
- Джон (1426–1453), 1-й віконт Лісл
- Луїс (1429–1458)
- Хамфрі (1433–1492)
- Елеонор (1436–1468), дружина Томаса Батлера, згодом коханка короля Едуарда IV Йорка
- Елізабет (1442/1443-д/н), дружина Джона Моубрея, 4-го герцога Норфлок

3. Коханка (ім'я невідоме)
Діти:
- Генрі (д/н)